# Spring Cup 1988
Der Spring Cup 1988 war ein Dartsturnier, das bis zum 3. April 1988 im französischen Plestin-les-Grèves ausgetragen wurde.

## Teilnehmer
BR Deutschland
- Herren: Bernd Hebecker, Dieter Schutsch, Alex Enders, Manfred Hans, Bert Hansen, Norbert Baumann, Michael Reek, Falk Schliebe
- Damen: Heike Ernst, Gabi Kosuch, Andrea Leipold, Patricia Ptock
- Teammanager: Dieter Sentrup[1]

## Wettbewerbe

### Herreneinzel
|  | Finale |               |   |
|  |        |               |   |
|  |        |               |   |
|  |        | Gaudenz Coray | 3 |
|  |        | Marc De Vuyst | 2 |

### Herrenteam
| Pl. | Nation         | Einzel | Doppel | Pkt. |
| --- | -------------- | ------ | ------ | ---- |
| 1.  | Belgien        | 173    | 198    | 371  |
| 2.  | Niederlande    | 180    | 180    | 360  |
| 3.  | BR Deutschland | 144    | 154    | 298  |
| 4.  | Schweiz        | 135    | 150    | 285  |
| 5.  | Frankreich     | 131    | 96     | 227  |

### Dameneinzel
|  | Finale |                |  |
|  |        |                |  |
|  |        |                |  |
|  |        | Valerie Maytum |  |
|  |        | Andrea Knopp   |  |

### Damenteam
| Pl. | Nation         | Einzel | Doppel | Pkt. |
| --- | -------------- | ------ | ------ | ---- |
| 1.  | BR Deutschland | 73     | 82     | 155  |
| 2.  | Niederlande    | 67     | 76     | 143  |
| 3.  | Belgien        | 58     | 56     | 114  |
| 4.  | Schweiz        | 45     | 50     | 95   |
| 5.  | Frankreich     | 25     | 12     | 37   |